# Teichschlange
Die Teichschlange oder Teichschlänglein (Stylaria lacustris) ist ein zu den Naididae gehörender Ringelwurm (Annelida). Die schon im 18. Jahrhundert entdeckte Art ist ein typischer Vertreter der Unterfamilie Naidinae.

## Merkmale
Einzeltiere erreichen eine Länge von 10 mm, Tierketten bis 20 mm. Die Teichschlange ist durchsichtig und von bräunlicher Färbung. Am Darm dunkle Pigmentringe. Die Art ist mit zwei Augen ausgestattet. Der lange Fühler am Vorderende ist unpaarig, scharf abgesetzt und beweglich. Teichschlangen können gut schwimmen.

## Vermehrung
Der Vermehrung erfolgt meist ungeschlechtlich durch Kettenbildung. Im Herbst findet auch eine geschlechtliche Vermehrung statt. Die schleimumhüllten Kokons findet man an Wasserpflanzen.

## Verbreitung und Lebensweise
Nordeuropa, Nordamerika und Panama. Teichschlangen kommen an Wasserpflanzen und im Schlamm von Flüssen und stehenden Gewässern vor. Sie ernähren sich von Algen. Der Saprobienindex für diese Art beträgt 2,3.